# Катастрофа EMB 120 близ Игл-Лейк
Катастрофа EMB 120 под Игл-Лейком — авиационная катастрофа, произошедшая в среду 11 сентября 1991 года. Авиалайнер Embraer EMB-120RT Brasilia авиакомпании Continental Express (под управлением Britt Airways) выполнял плановый рейс BTA 2574 (позывной — Jetlink 2574) по маршруту Ларедо—Хьюстон, но во время приближения к аэропорту Хьюстона потерял управление и рухнул на землю около Игл-Лейка (штат Техас). Погибли все находившиеся на его борту 14 человек — 11 пассажиров и 3 члена экипажа.
Первоначально в СМИ было объявлено о взрыве на борту, однако в ходе расследования NTSB было обнаружено, что причиной катастрофы стала потеря обтекаемости горизонтального оперения из-за отрыва передней кромки и одной из накладок противообледенительной системы горизонтального хвостового стабилизатора самолёта.

## Самолёт
Embraer EMB-120RT Brasilia (регистрационный номер N33701, заводской 120077, серийный 77) был выпущен в 1987 году (первый полёт совершил 17 ноября под тестовым бортовым номером PT-SKU). 15 апреля 1988 года был приобретён авиакомпанией Continental Express. В самолёте было 20 рядов пассажирских сидений с двухместными сидениями на правой стороне и одноместными — на левой. Оснащён двумя турбовинтовыми двигателями Pratt & Whitney Canada PW123. На день катастрофы совершил 10 009 циклов «взлёт-посадка» и налетал 7229 часов.
Полная взлётная масса для самолёта перед вылетом из Ларедо была рассчитана экипажем и составляла 10 103 килограммов, в том числе общая масса пассажиров — 823 килограмма, 117 килограммов груза и 1406 килограммов авиатоплива. Расчётная масса самолёта в Ларедо была ниже допустимой для взлёта на 1397 килограммов, максимально допустимая взлётная масса — 11 500 килограммов. Представитель обслуживания компании «Embraer» заявил, что в самолёте было необходимо сохранять центр тяжести в определённом месте, правильно распределяя пассажиров и груз. В таблице обслуживания самолётов авиакомпании Continental Express, датированной 3 сентября 1991 года, был установлен минимальный вес пассажира — 35 килограммов и максимальный вес — 360 килограммов при 11 пассажирах на борту. Максимальная грузовая нагрузка составляла 177,5 килограммов.

## Экипаж
Самолётом управлял опытный экипаж, состав которого был таким:
- Командир воздушного судна (КВС) — 29-летний Брэдли М. Петридж (англ. Bradley M. Patridge). Родился 20 апреля 1962 года в Кингвуде (Хьюстон)[англ.]. 10 октября 1987 года был принят на работу в авиакомпанию Continental Express (проработал в ней 3 года и 11 месяцев), имел сертификат на управление EMB-120. Его последний медицинский сертификат первого класса был выдан Федеральным управлением гражданской авиации США (FAA) 18 июля 1991 года с ограничением: «Пилот должен носить корректирующие линзы, что указано в его лётном свидетельстве» (англ. Holder shall wear correcting lenses while exercising the privileges of his airman certificate). Отчётные документы авиакомпании указывают, что на день катастрофы он налетал 4243 часа, 2468 из них на EMB-120. Прошёл начальное теоретическое обучение и проверку на знание правил управления EMB-120 в качестве второго пилота, завершив обучение 29 октября 1988 года. С 21 сентября по 29 сентября 1989 года проходил повторное обучение и получил сертификат КВС 2 октября 1989 года. Последняя проверка профессионального уровня была 8 августа 1991 года[6].
- Второй пилот — 43-летний Клинтон М. Родосович (англ. Clinton M. Rodosovich). Родился 9 ноября 1947 года в Хьюстоне. 12 марта 1990 года был принят на работу в авиакомпанию Continental Express (проработал в ней 1 год и 5 месяцев), имел сертификат на управление EMB-120. Его последний медицинский сертификат был выдан FAA 30 августа 1991 года без каких-либо ограничений. На день катастрофы налетал 11 543 часа (свыше 10 300 из них до начала его работы в Continental Express), 1066 из них на EMB-120. Начал обучение на EMB-120 30 марта 1990 года и окончил лётную подготовку 19 апреля 1990 года. 14 мая 1990 года был повышен до командира EMB-120. Проверки на профпригодность состоялись 29 октября 1990 года и 11 апреля 1991 года[6].

В салоне самолёта работала одна стюардесса — 33-летняя Нэнси Рид (англ. Nancy Reed).

## Хронология событий

### Предшествующие обстоятельства
26 августа 1991 года во время проверки подготовленности флота авиакомпании Continental Express к зимнему сезону инспектором было отмечено плохое состояние противообледенительных накладок, расположенных на передних кромках горизонтального стабилизатора, а 10 сентября было решено заменить обе накладки. Примерно в 21:30 CDT Embraer EMB-120RT Brasilia борт N33701 был перевезён в ремонтный ангар в аэропорту Хьюстона, где ему должны были заменить передние кромки стабилизатора. Они сделаны из формованного композитного материала и имеют в себе резиновые камеры, надуваемые при необходимости ломать наледь на крыльях и хвостовом оперении.
Начальником вечерней смены в тот день был Джон Лепейдж (англ. John LePage). Двое механиков из его смены под наблюдением инспектора по техническому обслуживанию Троя Андерсона (англ. Troy Anderson) поднялись на высоту 6,1 метров при помощи гидравлической платформы, чтобы начать работу с Т-образным хвостовым оперением борта N33701. Они выкрутили большинство винтов, прикрепляющих правую переднюю кромку к стабилизатору в нижней его части, и часть — во фронтовой части. Андерсон поднялся на стабилизатор и выкрутил винты из всей верхней части передней кромки. Часть винтов, удерживающая кромки с нижней части, была оставлена.

### Катастрофа
В 09:09 рейс BTA 2574 вылетел из международного аэропорта Ларедо и взял курс на Хьюстон. Вскоре после взлёта самолёт занял эшелон FL250 (7600 метров), но позже диспетчер указал спуститься на эшелон FL240 (7300 метров). В 09:48:43 после получения метеосводки экипаж связался с диспетчерским центром Хьюстона. В 09:54:14 второй пилот доложил, что они находятся в 88 километрах к юго-западу от аэропорта на высоте 9000 метров. Диспетчер сказал: Хорошо, 55 миль к юго-западу от Интерконтинентал, высота 9 тысяч метров, эшелон два четыре ноль. (англ. OK fifty-five miles southwest of Intercontinental at niner thousand, we’re out of flight level two four zero.) В 09:59:51 пилоты последний раз связались с Хьюстоном: Jetlink 2574, курс ноль-три-ноль. (англ. Jetlink twenty-five seventy-four, roger, fly heading zero three zero.) В 09:59:57 второй пилот ответил: Курс ноль-три-ноль, заходим на посадку на полосу 6, Jetlink 2574. (англ. Zero three zero, join the GLAND six arrival, twenty-five seventy-four.) Это был последний разговор экипажа с диспетчером. В 10:03 CDT рейс BTA 2574 внезапно перешёл в крутое пикирование, рассыпался в воздухе и врезался в кукурузное поле неподалёку от Игл-Лейка (Техас). Все 14 человек на его борту погибли.
В момент катастрофы в диспетчерской вышке была пересменка, новые диспетчеры не увидели самолёт на радаре. На 10:04:53 диспетчер пробовал связаться с экипажем, но тот не ответил. Диспетчер доложил своему руководителю, что контакт с самолётом был утерян.
Местные пожарные и спасатели прибыли на место катастрофы и потушили пожар. Все 14 человек на борту самолёта погибли, тела двоих пассажиров лежали за пределами самолёта. Тела обоих пилотов были пристёгнуты к своим креслам ремнями безопасности. Катастрофа произошла в светлое время суток в визуальных метеорологических условиях.

## Расследование
Расследование причин катастрофы рейса BTA 2574 проводил Национальный совет по безопасности на транспорте (NTSB).

### Расшифровка самописцев
Речевой самописец (CVR) записал нормальный разговор между членами экипажа во время спуска с эшелона FL240 и захода на посадку. В 10:00:03 было получено автоматическое сообщение ATIS. В 10:03:07 пилоты резко потеряли управление самолётом, который опустил нос и быстро понёсся с земле. Самописец записал звуки многочисленных предупреждений и механические звуки, указывающие на разрушение самолёта. Начиная с 10:03:07 на записи слышен шум ветра и следующие 33 секунды самописцем записывались различные звуки, указывающие на полное разрушение лайнера. Остановка ленты была зафиксирована в 10:03:40. Вся запись длилась 31 минуту и 6 секунд.
Данные с параметрического самописца (FDR) показали, что самолёт снижался и находился на высоте 3500 метров, когда произошла внезапная потеря управления. Данные FDR показали, что перегрузка в тот момент составила 3,5 g, как результат сильного увеличения вертикальной скорости. Перед пикированием оба двигателя работали в обычном режиме. В момент начала пикирования самописец записал резкое увеличение скорости пропеллеров на 85% больше, чем при обычном полёте. Через две минуты левый двигатель увеличил обороты более, чем на 100%.

### Свидетельства очевидцев
Все очевидцы, которые были опрошены, сообщили, что они не наблюдали ничего необычного в самолёте перед потерей управления. 8 свидетелей сообщили, что думали, что самолёт летит нормально, пока не увидели возгорания левого крыла.
Свидетели катастрофы говорили, что самолёт летел нормально, слегка опустив нос, как вдруг на левом крыле появился огненный шар, быстро поглотивший самолёт. Были видны только законцовки крыла и часть хвоста. Они говорили о яркой вспышке и красно-оранжевом пламени, после которого двигатели загорелись, а затем самолёт сделал три оборота через правое крыло. Левое крыло оторвалось, затем самолёт полетел по спиральной траектории, после чего он почти вертикально врезался в землю. После удара самолёт частично погрузился в землю и взорвался.

### Окончательный отчёт расследования
В окончательном отчёте расследования, опубликованном 21 июля 1992 года, NTSB указал причины катастрофы рейса BTA 2574:

«Неправильный ремонт, проводимый Continental Express, и неспособность персонала придерживаться соответствующих процедур обеспечения и контроля качества для противообледенительных накладок горизонтального стабилизатора привели к внезапной потере в полёте части левой передней кромки горизонтального стабилизатора, опусканию носа самолёта и разрушению его в воздухе из-за перегрузок. Основным виновником аварии считается руководство Continental Express, отказавшееся от соблюдения утверждённых процедур обслуживания, и федеральное управление гражданской авиации, не проверявшее должное исполнение процедур и не обнаружившее нарушений»
Оригинальный текст (англ.)«The failure of Continental Express maintenance and inspection personnel to adhere to proper maintenance and quality assurance procedures for the airplane’s horizontal stabilizer de-ice boots that led to the sudden in-flight loss of the partially secured left horizontal stabilizer leading edge and the immediate severe nose-down pitchover and breakup of the airplane. Contributing to the cause of the accident was the failure of the Continental Express management to ensure compliance with the approved maintenance procedures, and the failure of FAA surveillance to detect and verify compliance with approved procedures»

## Роль в развитии безопасности полётов
В 1997 году Наджмедин Мешкати (англ. Najmedin Meshkati) выпустил доклад, в котором назвал катастрофу рейса 2574 Continental Express «самым драматическим поворотным моментом для „культуры безопасности“ в Соединённых Штатах».
Доктор Джон Лаубер (англ. John Lauber), бывший в то время членом NTSB, предполагал, что вероятной причиной катастрофы стал «провал руководства Continental Express в создании корпоративной культуры, которая поощряет и принуждает к соблюдению утверждённого регламента технического обслуживания и процедур обеспечения должного уровня качества». Следствием этого и других подобных авиационных происшествий стало то, что тема культуры безопасности вышла на передний план на американском национальном саммите по безопасности на транспорте, организованном NTSB в 1997 году.
Новый шаг к увеличению качества безопасности в сфере воздушного транспорта был совершён 5 апреля 2000 года с принятием акта AIR 21.

## Культурные аспекты
Катастрофа рейса 2574 Continental Express показана в 11 сезоне канадского документального телесериала Расследования авиакатастроф в эпизоде Распавшийся в небе, при этом в эпизоде была использована неправильная более новая ливрея Continental Express.